# Metropolitana di Qingdao
La metropolitana di Qingdao è la metropolitana che serve la città cinese di Qingdao.

## Storia
La prima tratta della linea 3 della metropolitana, compresa fra le stazioni di Qingdao Beizhan e di Shuangshan, venne attivata il 16 dicembre 2015. Il 18 dicembre dell'anno successivo la linea venne prolungata dal capolinea di Shuangshan a Qingdao Zhan.
Il 10 dicembre 2017 venne attivata la prima tratta della linea 2, fra le stazioni di Zhiquanlu e di Licun Gongyuan, mentre la linea 11 è entrata in servizio il 23 aprile 2018.

### Progetti
I progetti a lungo termine prevedono per il 2050 una rete di otto linee, per una lunghezza complessiva di 231,5 km.

## Rete
La rete è costituita da tre linee:
- 2 Zhiquan Road - Licun Park
- 3 Qingdao Station - Qingdaobei Station
- 11 Miaoling Road - Qiangu Mountain